# Pajek in polž
Pajek in polž je slovenska basen, ki jo je zapisal Karel Pestovšek leta 1880 v Popotniku. Kasneje je izšla še v knjigi Slovenske basni in živalske pravljice, dela je zbral in uredil Alojzij Bolhar, ilustriral pa Marjan Manček. Ta knjiga je prvič izšla leta 1975 v Ljubljani pri založbi Mladinska knjiga.

## Vsebina
Zgodba pripoveduje o pajku, ki sreča polža. Le-temu se posmehuje zaradi majhne hišice, ki jo nosi na hrbtu. Polž mu odvrne, da četudi je majhna, je ta hišica vsaj njegova.